# Іґнац Ліндль

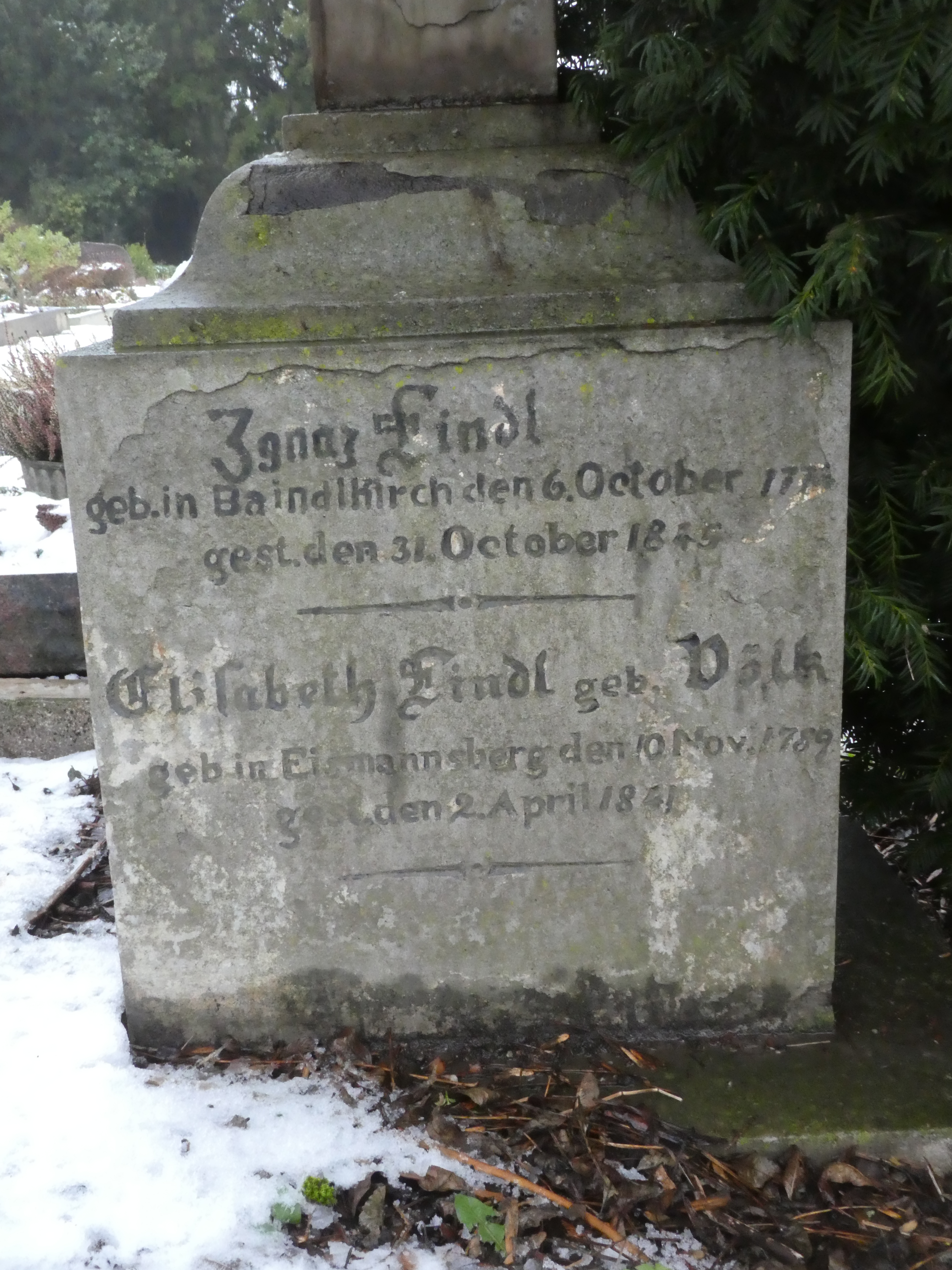
Надгробок Ігнаца Ліндла на цвинтарі Унтербармер у Вупперталі

Іґнац Ліндль (нім. Ignaz Lindl; 3 жовтня 1774 — 23 червня 1846) — римо-католицький священник. Разом із своїми послідовниками заснував в 1822 році село Сарату в Бессарабії, сучасна Одеська область.

## Життя

### Німеччина
Народився у селі Байндлкірх, сучасна комуна Рід у Баварії, в родині міщан Урбана і Моніки Ліндль, при народженні дістав ім'я Фрідл. Мав вісім братів і сестер. Навчався в колишній єзуїтській колегії Святого Сальвадора в Аугсбурзі та Діллінгені. У 1799 році був посвячений на священника і став капеланом свого рідного села. У 1818 році прихід було скасовано через прихильність Іґнаца до руху Відродження (католицький рух за підтримку громадської проповіді та пропаганди спільної власності та простих обрядів, як у ранньому християнстві), забороненого за наказом короля Максиміліана I, після чого він переїхав до Гундреммінгена, де продовжував тримати контакти з прихильниками Відродження.

### Бессарабія

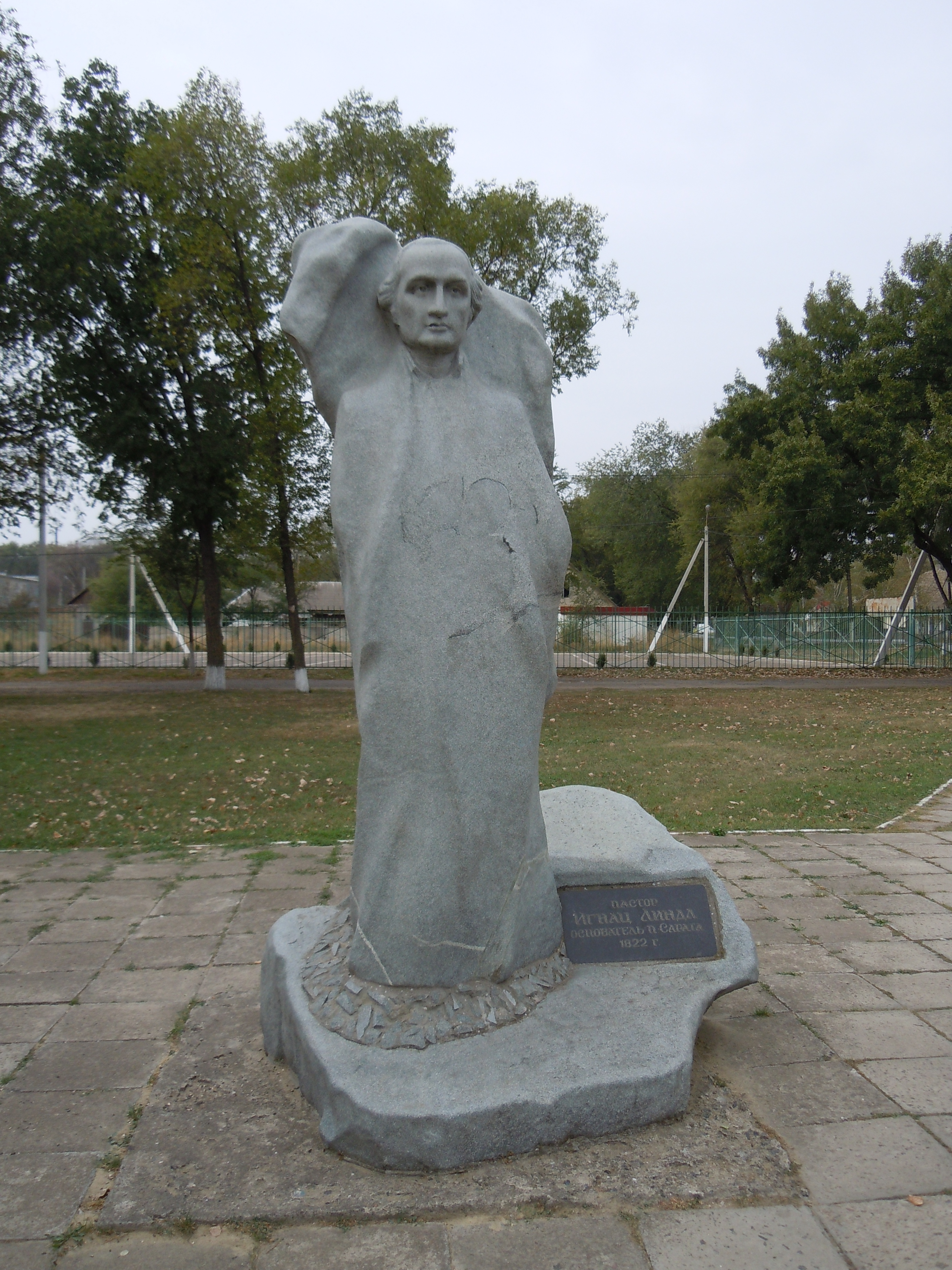
Пам'ятник Іґнацу Ліндлю в Сараті

Після зустрічі із прихильником руху Відродження, російським царем Олександром I, який у той час перебував у Німеччині, Іґнац отримав притулок в Росії. Ігнац закликав своїх послідовників слідувати за ним.
На початку своєї діяльності він відвідав Санкт-Петербург, де дістав від царя дозвіл на заснування нової церкви неподалік від Одеси. Разом із німцем Алоїзом Шерцингером нім. Alois Schertzinger розробив план по створенню нового села в Бессарабії. Однак, по його прибутті до Бессарабії у 1820 році, він не знайшов підтримки серед місцевих католиків. Тому він, за підтримки багатого торговця Крістіана Фрідріха Вернера нім. Christian Friedrich Werner із Вюртемберга, активне заселення німецькими емігрантами Бессарабії. Саме разом із ними він заснував нову колонію — Сарата.

## Вшанування пам'яті
В селищі Сарата є вулиця Ігнаца Ліндля. Встановлено пам’ятник засновнику селища.  

## Твори
- Religiös-moralische Schau-Bühne zur Erbauung und Erheiterung, von Ignaz Lindl, Pfarrer, München bey Joh. Ign. Lentner, Buchhändler zum schönen Thurme 1812, enthält: Der Sieg der Religion, Ein Drama in drey Akten mit Gesang; Genovefa oder die Leiden der Unschuld, Ein Drama in zwey Aufzügen; Gumal und Lina, Ein Schauspiel in drey Aufzügen und Gesang.